# Okoulovka
Okoulovka (en russe : Окуловка) est une ville de l'oblast de Novgorod, en Russie, et le centre administratif du raïon d'Okoulovka. Sa population s'élevait à 11 587 habitants en 2013.

## Géographie
Okoulovka est située dans les collines de Valdaï, sur la rivière Peretna, à 118 km à l'est de Novgorod.

## Histoire
La première mention d'Okoulovka remonte à 1495. Depuis la seconde moitié du XIXe siècle, son développement est dû à la gare de ferroviaire sur la ligne Moscou – Saint-Pétersbourg. Okoulovka accéda au statut de commune urbaine en 1928 et à celui de ville en 1965.

## Population
Recensements (*) ou estimations de la population
| 1897* | 1926* | 1939* | 1959* | 1970*  |
| ----- | ----- | ----- | ----- | ------ |
| 1 716 | 2 923 | 5 504 | 7 682 | 19 194 |

| 1979*  | 1989*  | 2002*  | 2012   | 2013   |
| ------ | ------ | ------ | ------ | ------ |
| 19 291 | 17 197 | 12 242 | 11 933 | 11 587 |

## Économie
Les principales entreprises d'Okoulovka sont :
- OAO Agrokabel (ОАО "Агрокабель") : câbles électriques.
- OAO Okoulovski Boumajnik (ОАО "Окуловский бумажник") : papier.
- OAO Koulotinskaïa Manoufaktoura (ОАО "Кулотинская мануфактура") : sacs d'emballage.

## Personnalités

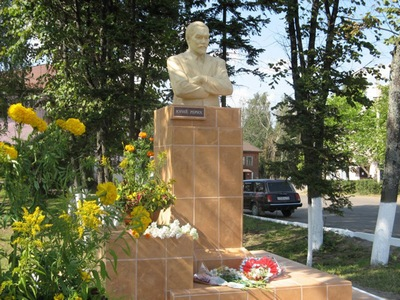
Monument à George de Roerich à Okkoulovka.

- George de Roerich (1902-1960), tibétologue russe né à Okkoulovka.